# Уенохара

35°37′49″ пн. ш. 139°6′31″ сх. д. / 35.63028° пн. ш. 139.10861° сх. д.
Уеноха́ра (яп. 上野原市, うえのはらし, МФА: [u.enohaɾa ɕi̥]) — місто в Японії, в префектурі Яманасі.

## Короткі відомості
Розташоване в східній частині префектури, на березі річки Кацура. Виникло на основі постоялого містечка на Кайському шляху. Отримало статус міста 13 лютого 2005 року. Основою економіки сільське господарство, харчова промисловість, текстильна промисловість, шовківництво. Станом на 1 квітня 2009 площа міста становила 170,65 км². Станом на 1 липня 2011 населення міста становило 26 725 осіб.
На честь міста названо астероїд.